# Hans Schaffner
Hans Schaffner (ur. 16 grudnia 1908 w Interlaken, zm. 26 listopada 2004), polityk szwajcarski.
Działacz Partii Wolnych Demokratów, w latach 1961–1969 zasiadał w Radzie Związkowej (rządzie) jako reprezentant kantonu Aargau. Zastąpił w składzie rządu Maxa Petitpierre'a i objął stanowisko szefa departamentu (resortu) spraw ekonomicznych. W 1965 był wiceprezydentem, a w 1966 prezydentem Szwajcarii.
Zakończył pracę w Radzie Związkowej 31 grudnia 1969 i został zastąpiony przez Ernsta Bruggera.